# بحيرة آيكي
بحيرة آيكي Aike (بالقازاقية: Әйке)‏ وتنطق ıke) هي بحيرة على الحدود بين كازاخستان وروسيا.
وتبلغ مساحة البحيرة حوالي 25 ميل مربع (64.7 كيلومتر مربع). وتقع قرية تيرينسي الكازاخستانية  على الساحل الشرقي للبحيرة.